# Erdélyi József (kanonok)
Keresztúri Erdélyi József (? – 1800) kanonok és nagyprépost.

## Élete
A gimnázium elvégezte után Kassán a bölcseletet, Nagyszombatban a teológiát hallgatta és Katona István történetirónak tanulótársa volt. Azután Rómában hallgatta a felsőbb tudományokat; hazajövetele után Vácon az egyházi jogot tanította. Később csongrádi főesperessé és kiskunfélegyházai, majd kecskeméti plébánossá neveztetett ki. Végül Budán iskolák felügyelője, váci kanonok, széplaki apát és nagyprépost lett.

## Munkái
- Josephi Antonii Transylvani Adversus Vindicias Fratris Hyacinthi Campion. Buda (1766)
- Kalazanti sz. József a kegyes iskolák alapítójáról. Kalocsa, 1769 (Dicsbeszéd)
- Halottas emlékezet, melyet nagyméltóságú Vázsonykeöi gróf Zitsi Ferencz néhai győri püspökrűl élő nyelven mondott. Győr (1783)
- Tanúság a templomok tiszteletéről, melyet a nyitrazerdahelyi uj templomban midőn ezen építményét jeles pompával felszentelné… Zerdahelyi Gábor püspök, élő nyelven monda… Szent Iván havának 22. 1788. Vácz.
- Meghamisított mértéke az emberi polgárságban találkozható valóságos elsőségnek. Hely n., 1790 (Névtelenül)